# 50.
50. je šesto desetletje v 1. stoletju med letoma 50 in 59. 